# Léon Janssen

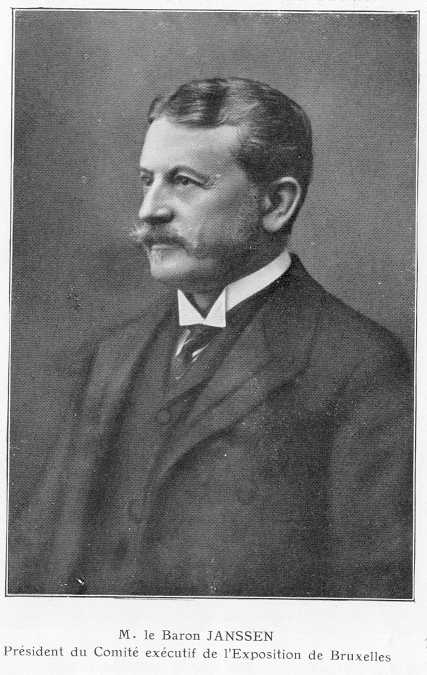
Léon Janssen (1910)

Baron Gérard Hubert Léon Janssen (Maastricht, 21 maart 1849 - Brussel, 26 februari 1923) was een Belgisch bedrijfsleider en bestuurder.

## Biografie

### Familie
Léon Janssen was een telg uit de familie Janssen. Hij was een zoon van Gustave Janssen (1825-1910) en Isabelle Neven (1827-1901). Het gezin verhuisde in 1853 van Maastricht naar Brussel. In 1868 beëindigde hij zijn officiersopleiding aan de Koninklijke Militaire School.
Janssen trouwde in 1872 in Brussel met Caroline Bourgeois (1851-1928), kleindochter van Balthazar Bourgeois, magistraat en volksvertegenwoordiger. Ze kregen drie zoons:
- Albert Janssen (1872-1921), directeur-generaal van Tramways bruxellois, trouwde in 1896 in Brussel met Henriette Halot (1874-1934). Ze kregen een zoon en drie dochters.
  - Adrienne Janssen (1897-1973), trouwde in 1917 in Brussel met baron Emmanuel Janssen (1879-1955), medeoprichter van de Generale Bank en oprichter van Union Chimique Belge. Het huwelijk bleef kinderloos.
  - Léon Janssen (1898-1956)
  - Isabelle Janssen (1902-1977), trouwde in 1925 in Watermaal-Bosvoorde met Marcel Scheyven (1901-1967), broer van Raymond Scheyven, advocaat, bankier, volksvertegenwoordiger, senator, minister en minister van Staat. Ze kregen drie zoons, met afstammelingen tot heden.
  - Marie-Thérèse Janssen (1907-1963), trouwde in 1929 in Brussel met Baudouin de Broux (1902-1962), industrieel. Ze kregen twee zoons en een dochter, met afstammelingen tot heden.
- Lucien Janssen (1874-1938) industrieel en burgemeester van Emptinne, trouwde in 1907 in Serinchamps met Denise Dedyn (1887-1971). Ze kregen drie zoons.
  - Guy Janssen (1910-1981), trouwde in 1935 in Porcheresse met Suzanne de Selys Longchamps (1914-1979), dochter van baron Hector de Selys Longchamps, advocaat, volksvertegenwoordiger en senator. Ze kregen een dochter, met afstammelingen tot heden.

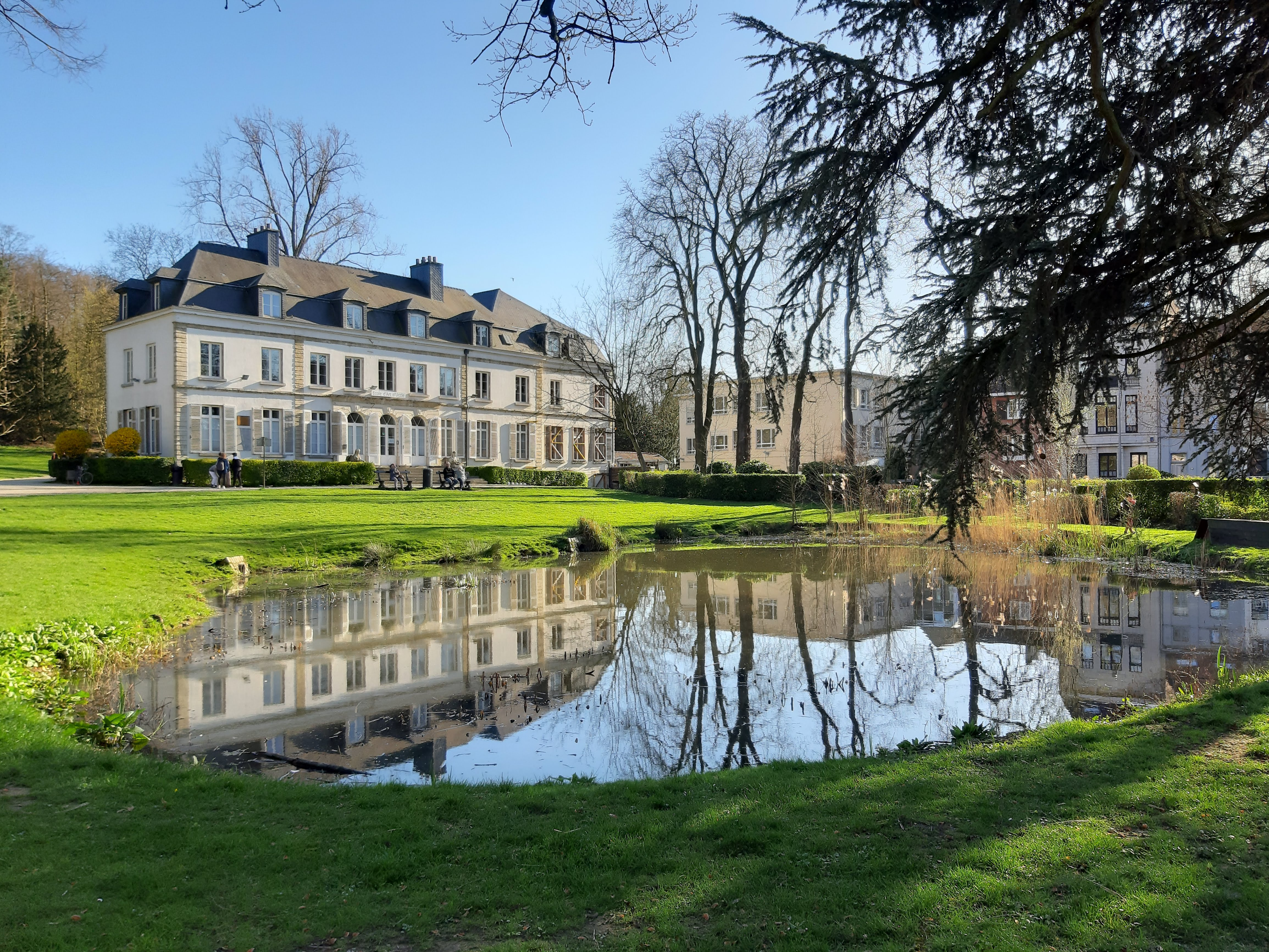
Het Kasteel Wolvendael

In 1909 kocht hij het Kasteel Wolvendael en bijbehorende domein van 13 hectare in Ukkel van de Duitse bankier Charles Balser. Door geleidelijk de aangrenzende percelen en bossen te kopen vergrootte hij het domein tot 21 hectare en richtte het als een Engels landschapspark in. In het park liet hij een paviljoen in Lodewijk XV-stijl uit Amsterdam afbreken en heropbouwen. In 1921 verkocht hij het eigendom aan de gemeente Ukkel die er een openbaar park, het Wolvendaelpark inrichtte.

### Loopbaan
Dankzij de connecties van zijn schoonvader, notaris Auguste Bourgeois, werd hij secretaris en later directeur van de vennootschap opgericht door de Compagnie immobilière de Belgique voor de ontwikkeling van de wijk Onze-Lieve-Vrouw-ter-Sneeuw.
Zijn bekwaamheid werd door de Société générale de Belgique opgemerkt. In 1888 werd hij directeur en later tot 1921 directeur-generaal van de Compagnie des tramways bruxellois, waarvan de Société générale enkele jaren eerder de controle had verworven. Onder zijn leiding werd het tramnetwerk geëlektrificeerd, uitgebreid en gemoderniseerd. Hij was ook bestuurder of voorzitter van spoor- en trammaatschappijen in Argentinië, Congo-Vrijstaat, China, Frankrijk, Italië, Spanje en Syrië en leidde verschillende internationale congressen. Zo profiteerde de Belgische industrie van zijn steun om materiaal te produceren en exporteren. In 1897 werd hij voorzitter van de Union internationale des tramways et chemins de fer d’intérêt local.
In 1905 werd hij in opvolging van de overleden Léon Orban directeur van de Société générale de Belgique. Hij werd voorzitter van een twintigtal vennootschappen, waar hij de belangen van de Société générale behartigde. Tot deze vennootschappen behoorden:
- Compagnie générale française de tramways,
- Compagnie du chemin de fer du Congo supérieur aux Grands Lacs africains,
- Compagnie des tramways bruxellois,
- Société anonyme des Railways économiques de Liège-Seraing et extensions,
- Compagnie des tramways de Turin,
- Société générale des tramways électriques en Espagne,
- Compagnie des Bronzes de Bruxelles,
- Compagnie générale des explosifs favier,
- Compagnie des tramways de Gand,
- Compagnie immobilière de Belgique,
- Compagnie des chemins de fer du Tessin,
- Société anonyme des charbonnages de Marchienne,
- Société anonyme des charbonnages de Monceau-Fontaine et du Martinet,
- Société anonyme des charbonnages unis de l'Ouest de Mons,
- Société des mines du Luhan,
- Société bruxelloise d'électricité,
- Société anonyme impériale ottomane des tramways et d'éclairage électriques de Damas,
- Société anonyme du chemin de fer de l'est de Lyon,
- Société anonyme du canal de la Sambre à l'Oise.

In 1913 werd hij vicegouverneur van de Société générale, een functie die hij tot zijn overlijden in 1923 uitoefende.
Na het onverwachte overlijden van burgemeester Emile De Mot nam hij in 1910 het voorzitterschap van het uitvoerend comité van de Wereldtentoonstelling van 1910 in Brussel op zich. Verder was hij:
- directeur van de Compagnie générale des marchés de Bruxelles,
- vicevoorzitter van de Mutuelle d'avances et de prêts, die tijdens de Eerste Wereldoorlog actief was,
- lid van verschillende comités van de Société du Palais des beaux-arts,
- lid van Société des Amis du Musée,
- lid van het Nationaal Hulp- en Voedingskomiteit,
- lid van het Comité des invalides de la guerre,
- lid van het Comité des orphelins de la guerre.

In 1910 werd hij opgenomen in de erfelijke adel met de titel baron, overdraagbaar bij mannelijke eerstgeboorte. Een jaar later richtte de stad Brussel de Fondation Baron Janssen op met als doel het toekennen van beurzen van 5.000 frank aan studenten om buitenlandse studiereizen te ondernemen, opleidingen te vervolmaken en nieuwe markten voor Belgische producten te zoeken.

## Overlijden

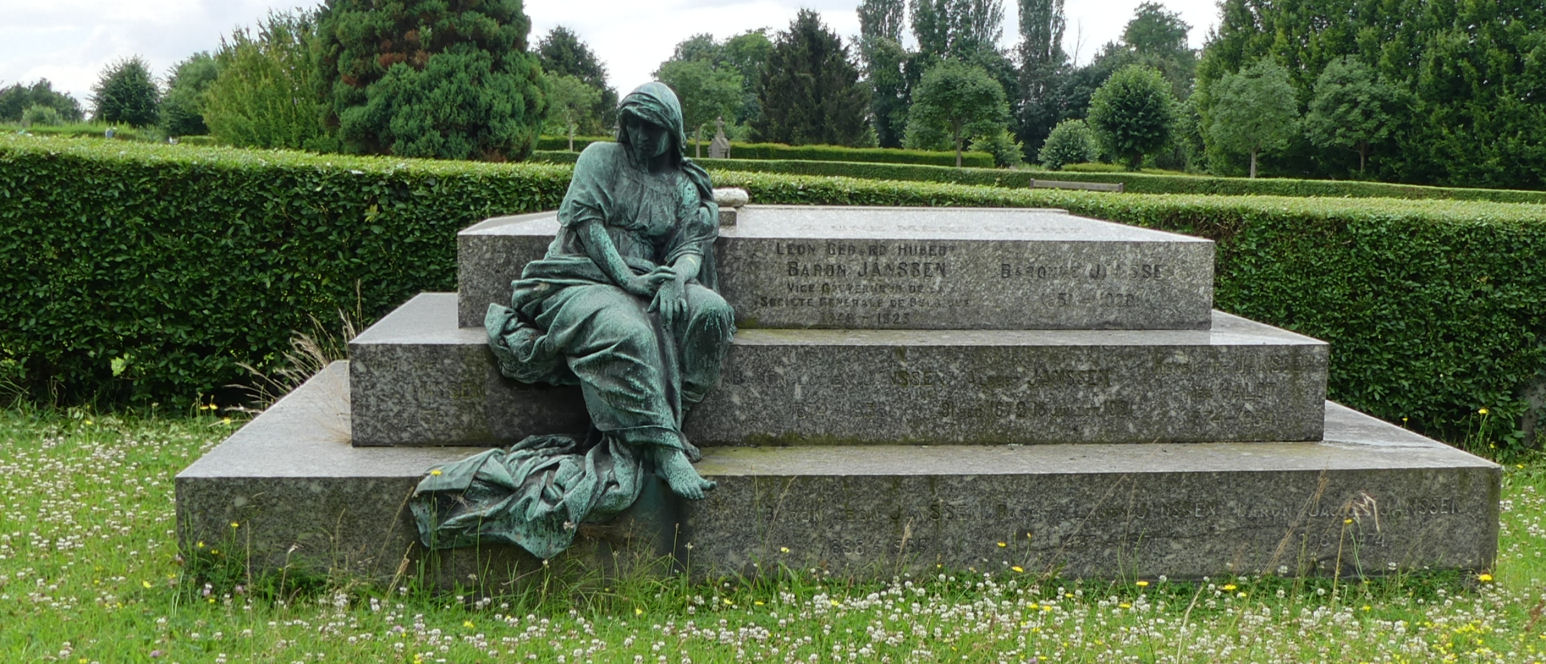
Praalgraf van Léon Janssen-Bourgeois

Na zijn dood werd hij in een praalgraf bijgezet in Saint-Gillis, met een bronzen pleureuse op het graf.